# 鹿仔草堡
鹿仔草堡，是台灣中南部自清治時期至日治初期的一個行政區劃，其範圍即今嘉義縣的鹿草鄉大部分地區。
鹿仔草堡北邊為大槺榔東下堡，東邊為嘉義西堡，南邊為下茄苳北堡、白鬚公潭堡，西北邊為大坵田西堡。

## 管轄街庄
鹿仔草堡共轄9個庄：
- 今鹿草鄉境內：鹿仔草庄、山仔腳庄、下半天庄、中藔庄、海豐庄、蔴荳店庄、後堀庄、施厝藔庄、後藔庄